# کوهی تاکانو
کوهی تاکانو (انگلیسی: Kohei Takano؛ زادهٔ ۳ آوریل ۱۹۸۵) بازیکن فوتبال اهل ژاپن است.